# Lahitte-Toupière
Lahitte-Toupière é uma comuna francesa na região administrativa de Occitânia, no departamento dos Altos Pirenéus. Estende-se por uma área de 5,6 km². Em 2010 a comuna tinha 277 habitantes (densidade: 49,5 hab./km²).